# 李師道
李師道（？—819年），高丽人，李氏割据的末任淄青節度使。806年封为檢校左散騎常侍，禦史大夫，權知鄆州事，棄淄靑節度留後。後被部將劉悟發動兵變，斬殺。

## 生平
祖父是辽西高句丽族李正已。淄青（平盧）（今山東一帶）節度使、检校司徒李納之子，李師古之异母弟，師古嘗說他：「是不更民間疾苦，要令知衣食所從。」父子三人相继为淄青节度使。李纳死后，长子李师古袭位，李師道署知密州。元和元年（806年）閏六月一日，李師古死，其亲信高沐、李公度密不發喪，李師道在密州（今山東諸城），为李师古家奴密迎得立，任平盧淄青節度使。后受朝命，知留后，加检校工部尚书，为副大使。李師道平庸，只聽信蒲大姐、袁七娘等婦流之言。外奉王命，阴结亡叛。元和十年（815年）六月三日拂曉，派刺客殺武元衡於靖安坊東門，又襲殺御史中丞裴度，裴度墮入溝中得活。乘唐发兵攻蔡州（今河南汝南县）之机，率兵二千抵寿州，假称助官军，实援蔡州。暗中派人焚烧河阴转运院钱帛、粮谷，以援蔡州。
元和十二年（817年），李愬討平淮西節度使吳元濟。元和十三年（818年）李師道、王承宗聞吳元濟敗，大懼，數次上表請赦吳元濟，朝廷不准。元和十三年（818年）秋，“下制罪状李师道，令宣武、魏博、义成、武宁、横海兵共讨之”，朝廷挾討平淮西之聲威，發五道兵討淄青，韓弘“自将兵击李师道，围曹州（今山东菏泽）”，郑权破淄青兵于齐州，田弘正破淄青兵於東河。李师道大将劉悟在潭赵駐营，李师道多次催其出戰。
元和十四年（819年）二月，劉悟深夜發動兵變，率兵趨至鄆城西門，守門士兵開城門，眾兵進城，四處放火。李師道對李師古之妻說：“劉悟反矣”，與子李弘方躲入厕所，被搜出。李師道求見劉悟，兵士不許。李弘方对其父说：“不如速死！”劉悟士兵砍下李師道父子首级，传首京师。